# Aladin

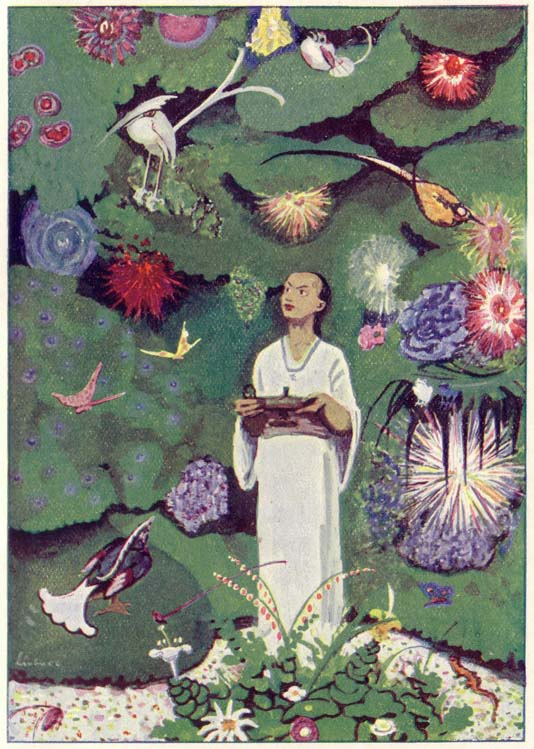
Aladin v kouzelné zahradě, ilustrace od Maxe Lieberta z knihy Aladin und die Wunderlampe od Ludwiga Fuldy

Aladin (arabsky ʻAlāʼ ad-Dīn, IPA: [ʕalaːʔ adˈdiːn]) je hlavní postava příběhu Aládin a kouzelná lampa. Patří mezi nejpopulárnější příběhy ze souboru Tisíc a jedna noc, ačkoliv do něj původně nepatří.
Vypráví o chudém chlapci jménem Aladin žijícím v Číně, kterého odvede z domova jeho údajný strýc, ve skutečnosti kouzelník z Maghrebu. Kouzelník Aladinovi přikáže přinést z podzemí lampu, když mu ji však chlapec odmítne předat, zavalí podzemí kameny. Pomocí kouzelného prstenu, který mu dal kouzelník, Aladin bezděky vypustí z lampy džina, jenž se stane jeho sluhou. Poté se vrátí k matce a třením lampy vyvolá ještě mocnějšího služebného džina. Aladin s pomocí lampy zbohatne a ožení se s princeznou Badroulbadour. Vrátí se však kouzelník a z princezny vymámí lampu, Aladin ho a nakonec i jeho mocnějšího bratra porazí s pomocí džina z prstenu.
Do arabské sbírky Tisíc a jedna noc byl tento příběh zařazen až francouzským orientalistou Antoinem Gallandem. Tomu jej vyprávěl maronitský vypravěč Hanna Dijáb.